# Turfsingel 10 (Groningen)
Turfsingel 10 is een eenlaags hoekpand aan de buitenzijde van de diepenring in de Nederlandse stad Groningen. Het huis werd gebouwd in de 18e eeuw. Het huis is onderkelderd, heeft zesruitvensters en een zadeldak met puntgevel waarboven een schoorsteen uitsteekt. De ingang ligt iets boven het maaiveld en is toegankelijk via een houten trap. Naast de ingang is een van de 3 nog resterende pothuizen (Gronings: potkasten) aangebouwd. Het huis vormt tegenwoordig een rijksmonument.

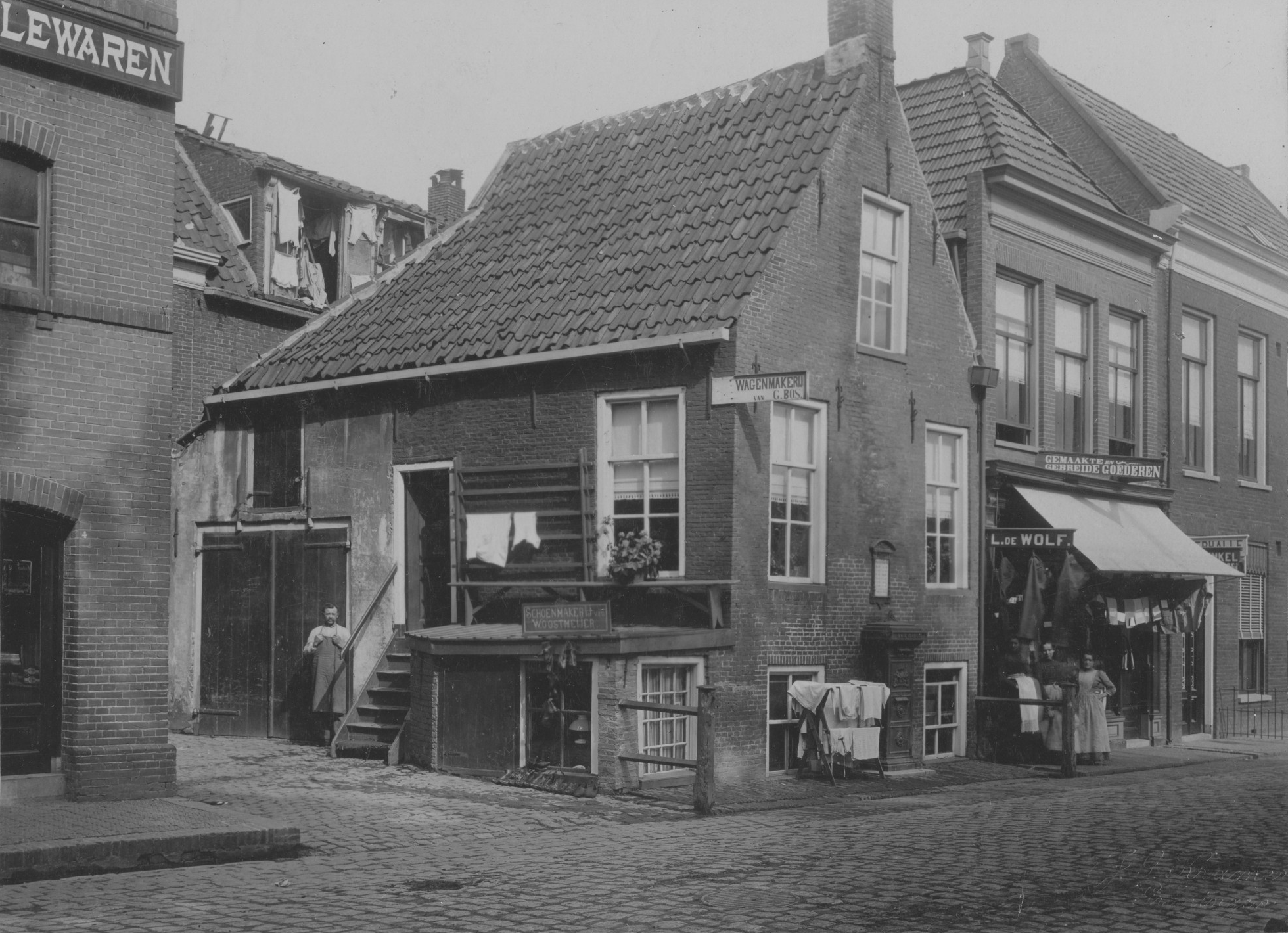
1895 (ca.): In het pand was een wagenmakerij gevestigd en in de potkast een schoenmakerij
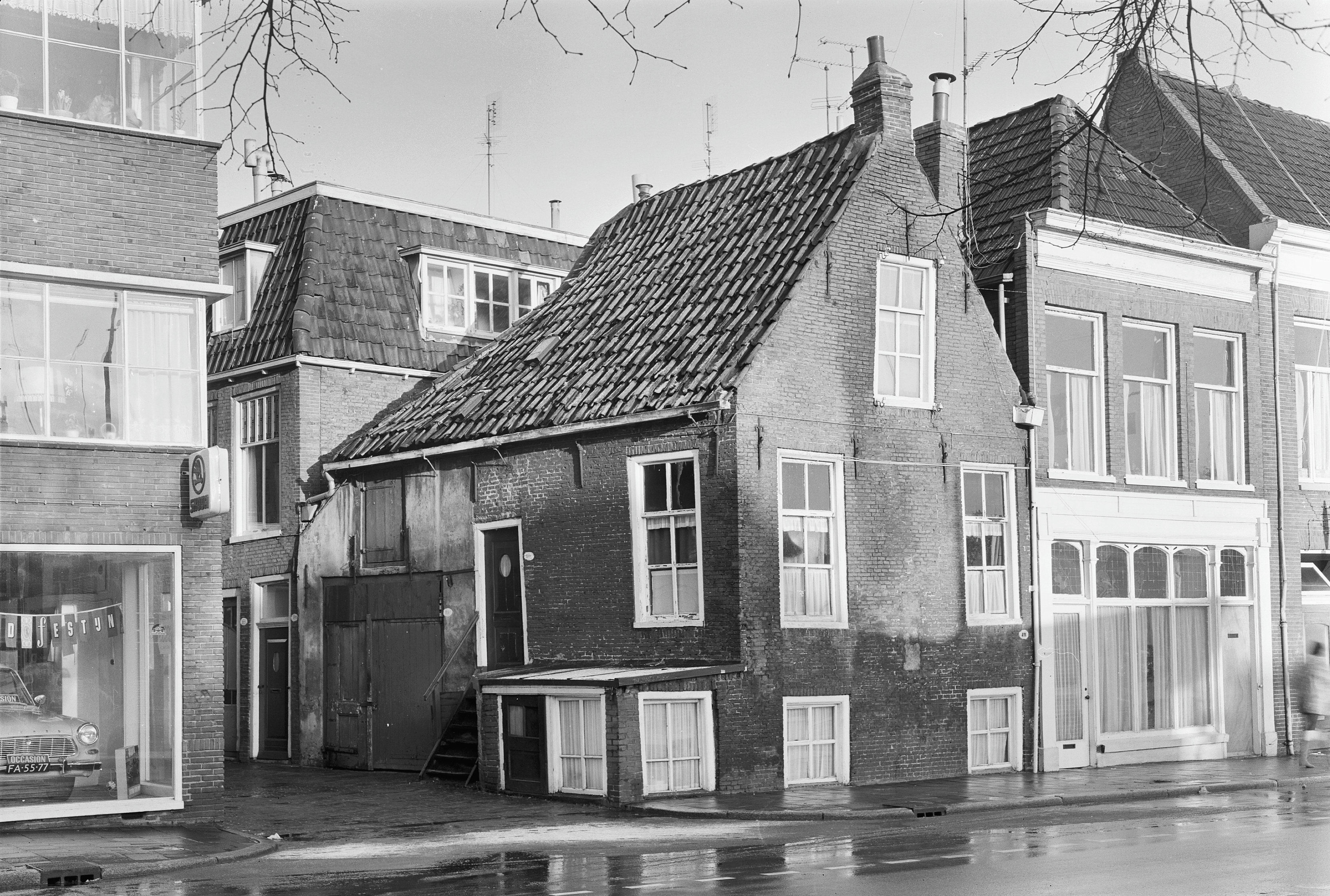
1967
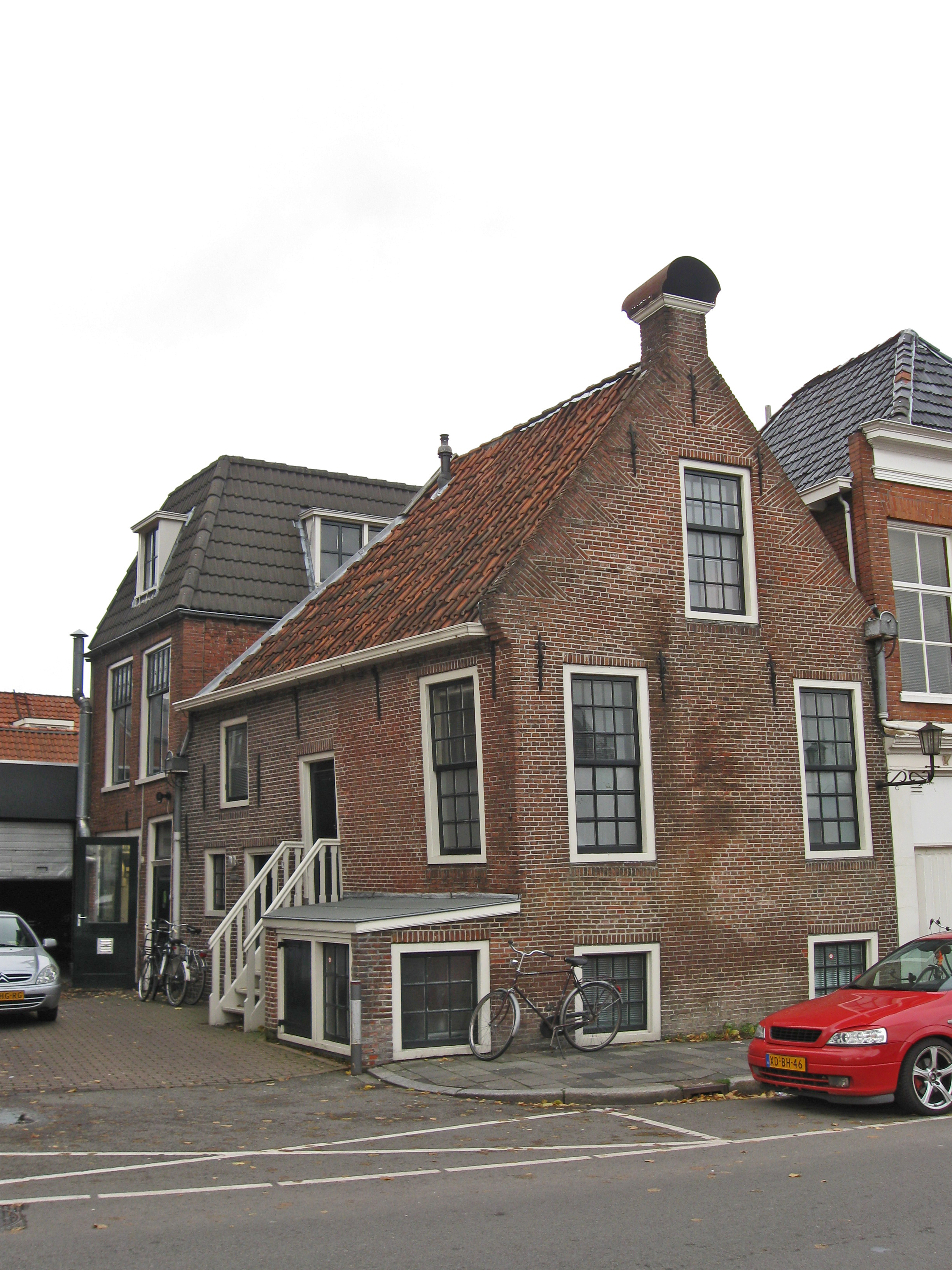
2010
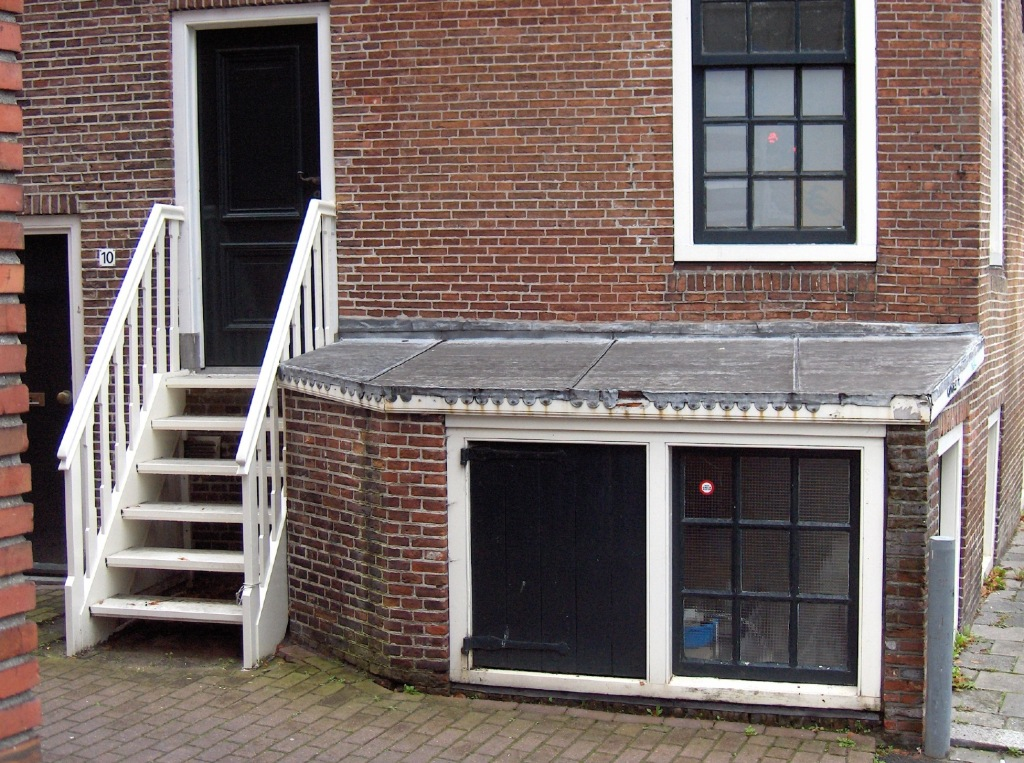
Close-up potkast